# Honour Janza
Honour Janza est un entraîneur zambien de football. Il est l'actuel sélectionneur de l'Équipe de Zambie de football.

## Biographie
Il dirige les joueurs zambiens lors de la Coupe d'Afrique des nations 2015 organisée en Guinée équatoriale. L'équipe est éliminée dès le premier tour de la compétition.